# Anatole France
Anatole France  (n. 16 aprilie 1844, Paris, Franța – d. 12 octombrie 1924, Saint-Cyr-sur-Loire, Centre-Val de Loire, Franța) este numele de scriitor al autorului francez Jacques Anatole François Thibault, laureat al Premiului Nobel pentru Literatură în 1921.

## Motivația Juriului Nobel
„ca o recunoaștere a strălucitelor lui realizări literare, caracterizate prin noblețea stilului, o adâncă simpatie față de oameni, grație și un autentic temperament galic”.

## Date biografice
Jacques Anatole François Thibault s-a născut la 16 aprilie 1844, la Paris ca fiu al unui librar erudit, care-l inițiază în meseria sa îndreptându-l totodată către studii umaniste. Devine absolvent al Colegiului Stanislas din Paris, perioadă în care colaborează la Bulletin du bouquiniste și la Le Chasseur bibliographe. 
Autor de poeme de dragoste inspirate de iubirea sa nefericită pentru actrița Élise Devoyod, (1885, îl cunoaște pe editorul Lemerre, adevărat mecena al poeților parizieni. Devine lector la editura acestuia (1869).
Este mobilizat în garda națională (1870). Sub diferite pseudonime, publică versuri, articole, pastișe. Își face debutul editorial cu eseul Alfred de Vigny (1868). Sub semnătura Anatole France, publică la Lemerre volumul de poezii Poèmes dorés (Poeme aurite)în anul 1873.
Înlătură din culegerea de versuri Le Parnasse contemporain publicată de editura Lemerre în 1875, poeziile lui Verlaine, Mallarmé, Charles Cros. Devine bibliotecar la Senat (1876).
Apare primul său roman Le Crime de Sylvestre Bonnard (Crima lui Sylvestre Bonnard) (1881), premiat de Academia franceză. Începe să frecventeze saloanele doamnelor de Loynes și Arman de Caillavet (1883). În același an are loc întâlnirea sa cu Renan. 
Este reprezentată piesa Noces corinthiennes (Nunta din Corint) în anul 1884. Devine director al revistei Les Lettres et les Arts (1885) și cronicar al revistei Le Temps (1887), calitate în care va face elogiul lui Zola (1892). În 1890, își dă demisia din postul de bibliotecar la Senat. Este anul când are loc întâlnirea sa cu Charles Maurras și când publică romanul Thaïs. Călătorește , împreună cu doamna de Caillavet, în Italia (1893), divorțând de Marie-Valérie Guérin de Sauville, cu care se căsătorise în 1877. Apare Le Lys rouge (Crinul roșu, 1894). 
Anatole France este ales membru al Academiei franceze. Este o perioadă în care scriitorul călătorește mult în Italia, Belgia, Olanda, Germania, Grecia (1895, 1896, 1898).

### Romane, povestiri
- Jocaste et le Chat maigre (Iocasta și pisica cea jigărită) - (1879)
- Le Crime de Sylvestre Bonnard (Crima lui Sylvestre Bonnard) - (1881)
- Les Désirs de Jean Servien (Dorințele lui Jean Servien) - (1882)
- L'Abeille (Albina) - (1883)
- Le Livre de mon ami (Cartea prietenului meu) - (1885)
- Nos enfants, scènes de la ville et des champs - (1886)
- Balthazar - (1889)
- Thaïs - (1891)
- L'Étui de nacre (Cutia de sidef) - (1892)
- La rôtisserie de la reine Pédauque (Ospătăria „La regina Pedauque”) - (1893)
- Les opinions de Jérôme Coignard (Părerile lui Jérôme Coignard) - (1893)
- Le Lys rouge (Crinul roșu) - (1894)
- Le Jardin d'Épicure (Grădina lui Epicur) - (1895)
- Le Puits de Sainte Claire (Puțul sfintei Clara) - (1895)
- L'Orme du Mail (Ulmul din parc) - (1897)
- Le mannequin d'osier (Manechinul de nuiele) - (1897)
- L'Anneau d'améthyste (Inelul de ametist) - (1899)
- Clio - (1900)
- L'Affaire Crainquebille (Afacerea Crainquebille) - (1901)
- M. Bergeret à Paris (Domnul Bergeret la Paris) - (1901)
- Crainquebille (1901)
- Histoires comiques (Poveste comică) - (1903)
- Sur la pierre blanche (Pe lespedea albă) - (1905)
- Vers les temps meilleurs (Spre timpuri mai bune) (1906)
- L'Île des Pingouins (Insula pinguinilor) - (1908)
- Les Contes de Jacques Tournebroche (Povestirile lui Jacques Tournebroche) - (1908)
- Les Sept Femmes de Barbe Bleue  (Cele șapte neveste ale lui Barbă Albastră) - (1909)
- Les Dieux ont soif (Zeilor le e sete) - (1912)
- La révolte des anges (Revolta îngerilor) - (1914)
- Le Petit Pierre (Micuțul Pierre) - (1918)
- Le Procurateur de Judée (Guvernatorul Iudeii) - (1918)
- Marguerite - (1920)
- Le comte Morin (1920)
- La Vie en fleur (Viața în floare) - (1922)

### Poezie
- Poèmes dorés (Poeme aurite)(1873)

### Teatru
- Nunta din Corint (Noces corinthiennes, 1876), dramă antică în versuri
- Au petit bonheur (1898)
- Crainquebille (1903)
- Comedia celui care si-a luat de nevasta o femeie mută (La Comédie de celui qui épousa une femme muette, 1908)
- Le Mannequin d'osier (1928)

### Eseuri
- Alfred de Vigny - (1868)
- La Vie littéraire (Viața literară) (1883 - 1892)
- Opinions sociales (Opinii sociale) - (1902)
- Le parti noir (1904)
- Vers les temps meilleurs (Spre timpurile mai bune) - (1906)
- Vie de Jeanne d'Arc (Viața Ioanei d'Arc) - (1908)
- Le génie latin (Geniul latin) (1913)